# 2014 en Colombie-Britannique
Chronologie de la Colombie-Britannique
- 2010
- 2011
- 2012
- 2013
- 2014
- 2015
- 2016
- 2017
- 2018

Cette page concerne des événements qui se sont produits durant l'année 2014 dans la province canadienne de Colombie-Britannique.

## Politique
- Premier ministre : Christy Clark (Parti libéral)
- Chef de l'Opposition : Adrian Dix (en) puis John Horgan (NPD)
- Lieutenant-gouverneur : Judith Guichon
- Législature : 40e

## Événements
- Cody Legebokoff, tueur en série canadien, est reconnu coupable  par la Cour suprême de la Colombie-Britannique d'avoir assassiné trois femmes et une adolescente. Les événements sont survenus entre 2009 et 2010 dans la ville et dans les environs de Prince George. Il est l'un des plus jeunes tueurs en série condamnés au Canada[1]

- Dimanche 2 mars : la Classique héritage de la LNH se déroule à Vancouver en Colombie-Britannique.

- Mercredi 23 avril : un tremblement de terre de 6,6 magnitude frappe 94 km au sud du Port Hardy en Colombie-Britannique aux alentours de 20h10 (heure du Pacifique). L'activité sismique a été ressentie jusqu'à Kamloops[2],[3].

- Mercredi 30 avril : une fusillade se produit dans une scierie tuant deux personnes et deux blessés à Nanaimo, en Colombie-Britannique. Un ancien employé est finalement arrêté par la police[4].

- Lundi 4 août : un désastre environnemental majeur se produit après le barrage des résidus de la mine Mount Polley échoue et cela considère l'une des plus grandes catastrophes environnementales modernes dans l'histoire de la Colombie-Britannique et du Canada.

- Jeudi 28 août : un autobus a été écrasé près de Merritt. Plus de 56 personnes ont été blessées dans l'incident.